# Hendrik Borgmann
Hendrik Borgmann (* 28. Juli 1978 in Braunschweig) ist ein deutscher Schauspieler und Unternehmer.

## Leben
Hendrik Borgmann wurde als jüngster von vier Geschwistern in Braunschweig geboren. Seine Eltern sind Apotheker.
Für den Braunschweiger THC spielte Borgmann einige Zeit in der Hallenhockey-Bundesliga. In Berlin nahm er drei Jahre Schauspielunterricht bei Anette Kurz und absolvierte danach verschiedene Workshops, beispielsweise an der Internationalen Filmschule Köln bei Frank Griebe.
Borgmanns bekannteste Rollen waren bisher die des Surflehrers Ben Keppler in Mallorca – Suche nach dem Paradies auf ProSieben und in Gute Zeiten, schlechte Zeiten auf RTL die des Nachwuchsgrafikers Moritz Demand. Die RTL-Serie Verschollen, in der er den Animateur Nils Jung spielte, wurde 2005 nach einjähriger Laufzeit wegen schlechter Quoten abgesetzt. Vom 23. Juni 2009 an bis zum Serienende am 15. Juni 2011 spielte er in der Dailysoap Marienhof die Rolle des Assistenzarztes Dr. Nicolas Stein, wofür er 2011 zusammen mit seiner Filmpartnerin  Sandra Koltai für den German Soap Award – Bestes Liebespaar – nominiert war. Danach war Borgmann vom 19. Mai 2011 bis zum Serienende am 5. September 2011 in der Sat.1-Telenovela Hand aufs Herz in der Rolle des Plattenlabel-Chefs Frank Peters zu sehen.
Mit seinem Bruder Jan hat Borgmann den Vertrieb des Kräuterlikörs Borgmann 1772 nach einem Rezept seines Urgroßvaters übernommen. Seit 2009 ist Borgmann 1772 Mitausrichter des Borgmann Fußball Cup für Berliner Freizeitkicker. In Braunschweig betreibt er seit 2014 die Bar „Die Apotheke“ und seit 2019 das Restaurant „Mono“.
Borgmann wohnt derzeit in München und Berlin.

## Filmografie
- 1999: Mallorca – Suche nach dem Paradies
- 2000–2002: Gute Zeiten, schlechte Zeiten
- 2002: Dein Mann wird mir gehören!
- 2004: Die Nacht der lebenden Loser
- 2003–2005: Verschollen
- 2005: Carwash
- 2005: Good Kill
- 2005: Wer wettet der betrügt
- 2006: Ein Fall für zwei
- 2006: Der Fürst und das Mädchen
- 2008: Volles Haus
- 2008: Inga Lindström: Sommer in Norrsunda
- 2008: König Drosselbart
- 2009: Schlechtes Fernsehen
- 2009–2011: Marienhof
- 2011: Hand aufs Herz
- 2012: Alarm für Cobra 11 – Die Nervensäge
- 2013: Mantrailer: Spuren des Verbrechens